# 야부리맨

《야부리맨》은 매주 토요일 미티 작가가 연재하는 네이버 웹툰이다.